# Zwęgliszki
Zwęgliszki (lit. Žvengliškė) – wieś na Litwie, w okręgu uciańskim, w rejonie ignalińskim, w gminie Nowe Daugieliszki.

## Historia
W czasach zaborów zaścianek w gminie Daugieliszki, w powiecie święciańskim, w guberni wileńskiej Imperium Rosyjskiego. W 1905 roku liczył 23 mieszkańców, 33 dziesięciny.
W dwudziestoleciu międzywojennym zaścianek leżał w Polsce, w województwie wileńskim, w powiecie święciańskim, w gminie Daugieliszki.
W 1931 w 2 domach zamieszkiwało 10 osób.
Miejscowość należała do parafii rzymskokatolickiej w Daugieliszkach. Podlegała pod Sąd Grodzki w Święcianach i Okręgowy w Wilnie; właściwy urząd pocztowy mieścił się w Daugieliszkach.
Od 1990 roku na niepodległej Litwie.